# Wiekram Tewarie
Wiekram Nathkarnie Baldewpersad Tewarie (Nickerie, 1956) is een Nederlandse informaticus van Surinaamse afkomst. Hij ontwikkelde de SIVA-methodiek. Deze methodiek is opgenomen in het NORA-raamwerk (Nederlands Overheid Referentie Architectuur) en is daarmee een standaard geworden in het IT-auditvak.

## Opleiding en promotieonderzoek
Tewarie werd geboren in Suriname. In 1971 verhuisde hij met zijn ouders, broers en zussen naar Nederland. Hij studeerde Informatica aan de Universiteit van Amsterdam. Hij is vanaf 1990 werkzaam in het IT-auditvak. In 1996 werd hij ingeschreven in het Register van IT-auditors van de beroepsgroep NOREA. 
In 2005 startte hij een promotieonderzoek aan de Vrije Universiteit Amsterdam naar het ontwikkelen van een referentiekader ter ondersteuning van het uitvoeren van IT-audits. In 2010 promoveerde hij op het proefschrift getiteld: ‘A structured approach to IT auditing: model based development of audit terms of reference’.
De door Tewarie ontwikkelde SIVA (Structuur, Inhoud, Vorm en Analysevolgorde) methodiek maakt het mogelijk om sluitende normenkaders te ontwikkelen en biedt handvatten om de te normeren objecten op een gestructureerd te doorgronden om tot een samenhangend geheel van normen te komen. Vervolgens heeft hij zich jaren lang gewijd aan de ontwikkeling van een reeks producten die dankzij het gebruik van zijn methodiek nadere verdieping en scherpte geven aan de IT-veiligheidseisen waaraan de overheid zich heeft gecommitteerd. Deze methode heeft daarmee ingang gevonden binnen de Nederlandse overheid en het gebruik breidt zich uit. Via het nieuw ontwikkelde inkoop-instrumentarium de ICO (Inkoopeisen Cybersecurity Overheid) is de werking zelfs ook naar de markt toe uitgebreid, waarmee een belangrijke voorwaarde is ingevuld om te komen tot enerzijds een veiliger overheid en anderzijds een beweging in de markt die leidt tot een grotere veiligheid van ICT-producten en -diensten.

## Onderscheiding
Op 26 april 2022 werd Tewarie benoemd tot Officier in de Orde van Oranje-Nassau.

## Publicaties
- Tewarie W. N. B. (2010). Model based development of audit terms of reference: a structured approach to it auditing (dissertation). s.n.
- Tewarie W. N. B. (2011). A structured approach to it auditing : model based development of audit terms of reference. VU University Press.
- Tewarie W. N. B. Meer E. ter & Nieuwland E. R. (2014). Siva : methodiek voor de ontwikkeling van auditreferentiekaders. VU University Press.

- International Standard Name Identifier: 0000 0003 6444 4746
- Library of Congress Control Number: no2012000005
- Nederlandse Thesaurus van Auteursnamen: 323250130
- Virtual International Authority File: 227425683
- WorldCat: E39PCjJ3q9jwDgfPRHMQT3wQYK